# مفتاحا الانتقال لأعلى الصفحة وأسفلها

مفتاحا صفحة لأعلى وصفحة لأسفل من بين مفاتيح أخرى

مفتاحا صفحة لأعلى وصفحة لأسفل (بالإنجليزية: Page Up and Page Down keys)‏ (يُختصرا إلى PgUp و PgDn)، هما مفتاحان شائعان في لوحات مفاتيح الكمبيوتر. في أغسطس 2008، حصلت مايكروسوفت على براءة اختراع رقم 7،415،666 لوظفيتي المفتاحين.